# Самарское (Ростовская область)
Сама́рское — крупное село в Азовском районе Ростовской области, является центром Самарского сельского поселения.

## География

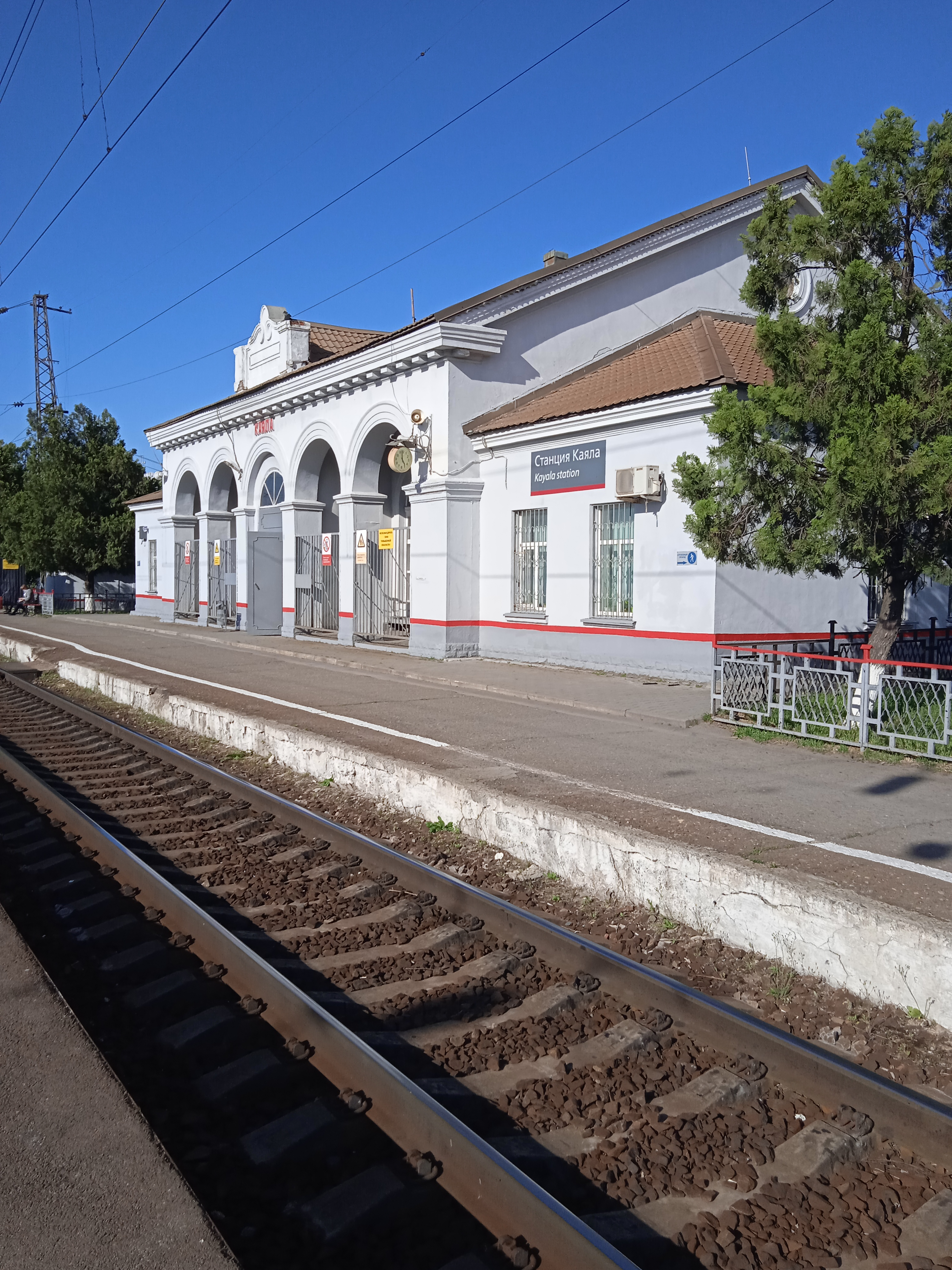
Здание железнодорожной станции Каяла (фото 2022 года)

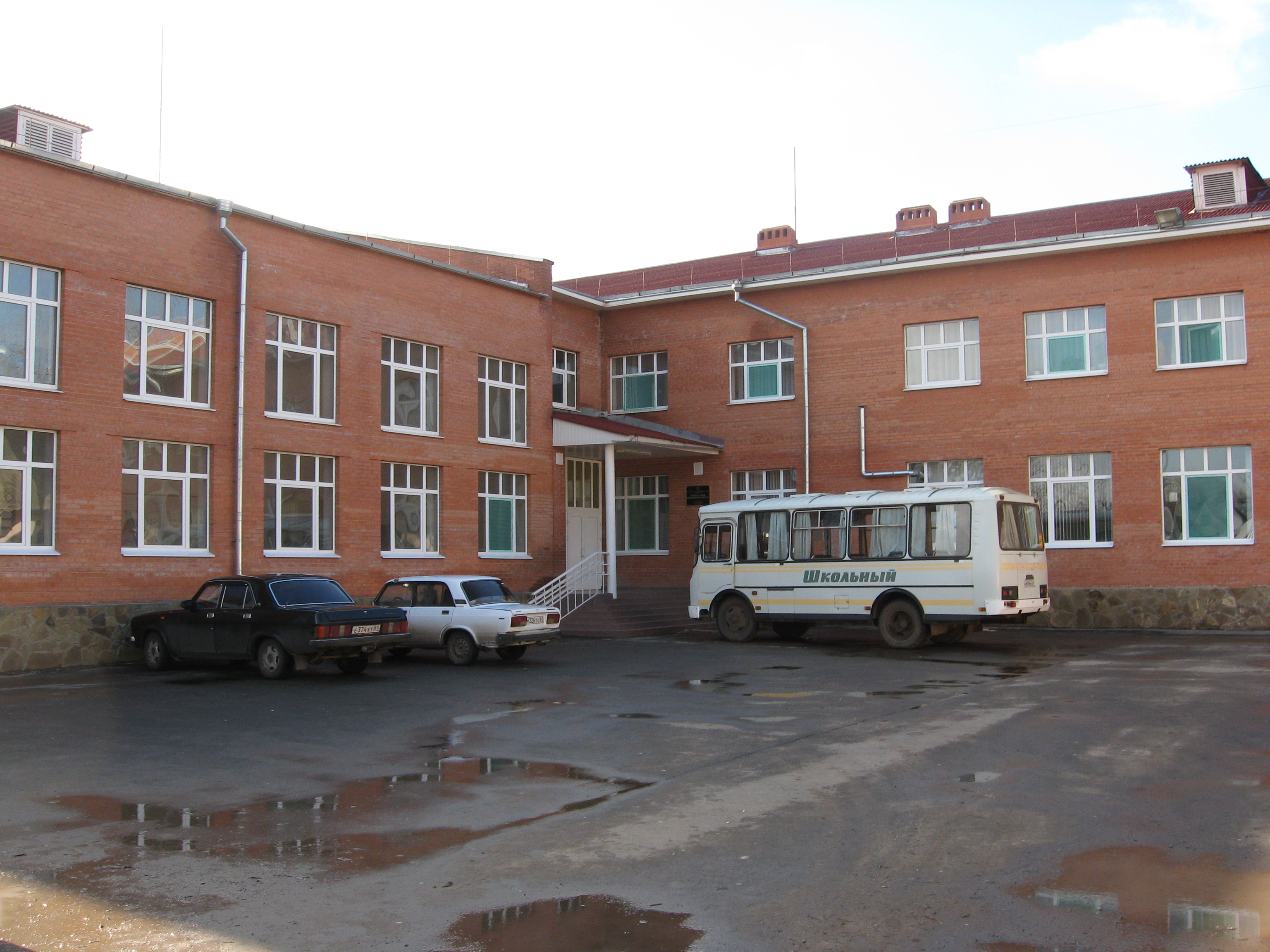
Здание МБОУ СОШ № 4

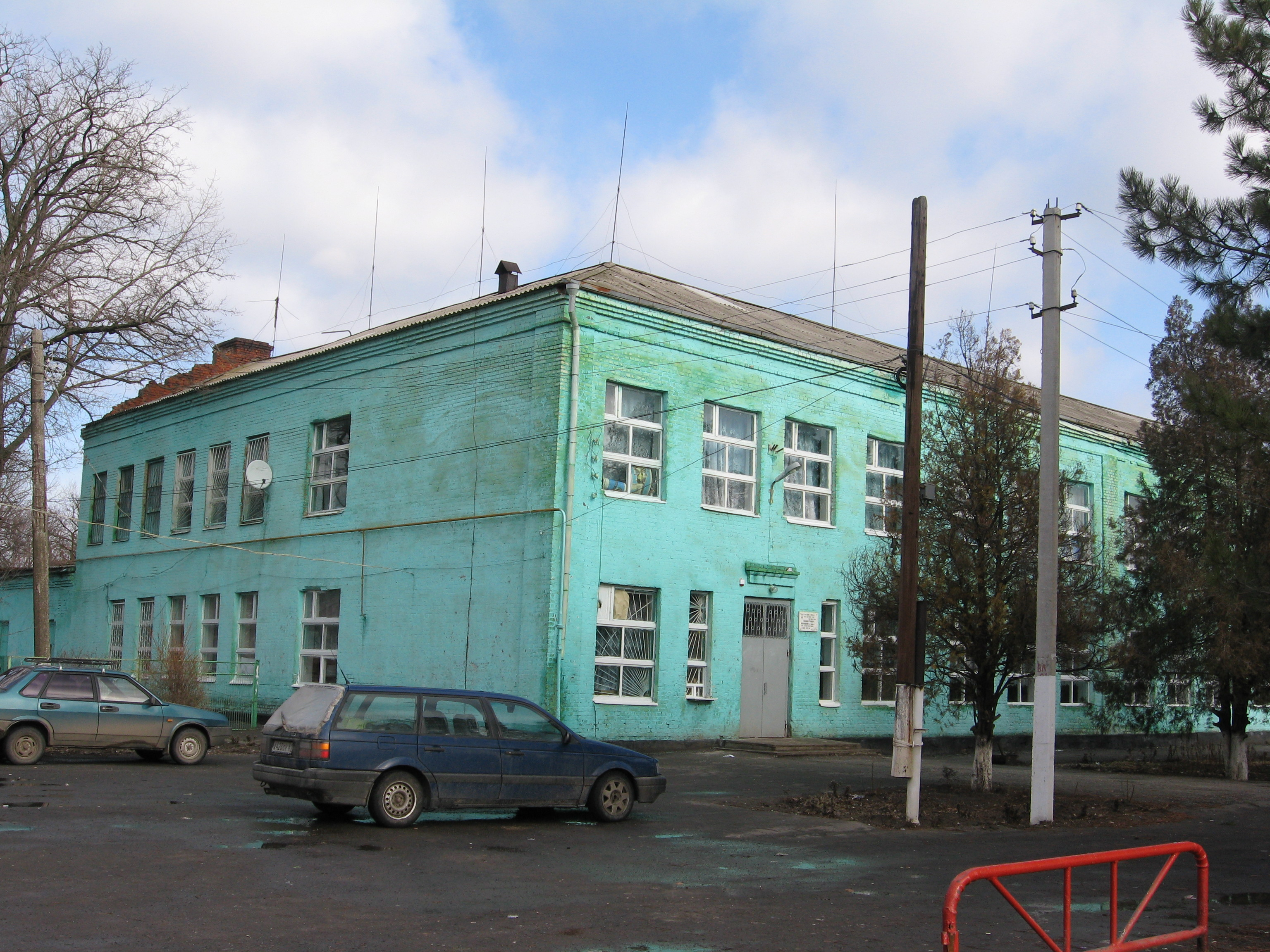
Здание МБОУ СОШ № 1 (до реконструкции)

Село расположено в восточной части Азовского района, на реке Кагальник в 27 км к юго-востоку от Азова, в 22 км к югу от Батайска и в 33 км от Ростова-на-Дону.

## История
Основано в 1770 году. Посёлок Самарский был волостным центром Ростовского округа области Войска Донского. До 1960-х годов село было райцентром Самарского района, который в 1963 году вошёл в Азовский район.

## Население
Самарское — 138-й по численности населения сельский населённый пункт в России, 15-й в Ростовской области (а также пятое по размеру село) и второй в районе (после Кулешовки) (на 2002 год).
| 1959 | 1979    | 1989  | 2002    | 2010    | 2021    |
| ---- | ------- | ----- | ------- | ------- | ------- |
| 8651 | ↗10 714 | ↘9812 | ↗10 654 | ↘10 530 | ↗11 015 |

Население — 16 543 человек (46,0 % мужчин, 54,0 % женщин) — 2021 год.

## Экономика

### Промышленность, торговля, услуги
- Самарский филиал ОАО «Азовский оптико-механический завод» — с 1976 по 2006 год производил радиоэлектронную аппаратуру для спектрального анализа любых веществ и материалов в заводских, научных и криминалистических лабораториях. В январе 2007 года филиал закрыт.
- ООО «Самара» — розничная торговля преимущественно пищевыми продуктами, включая напитки и табачные изделия.
- ООО «Самара» — розничная торговля моторным топливом.
- ООО «Самара» — розничная продажа продуктов питания
- ООО «Самаравтотранс» — пригородные автомобильные пассажирские перевозки (маршрутные такси).
- ООО «Самарочка» — производство хлеба и мучных кондитерских изделий (в данный момент на реконструкции[когда?]

).
- ООО «Самарский завод строительных материалов» (1995—2005) — производство кирпича, черепицы и прочих строительных изделий из обожжённой глины.
- Отделение «Почты России»
- В селе действуют отделение Сбербанка(Карла Маркса 60А).
- Дом быта (Пролетарская, 54) — ремонт бытовой техники; оказание ритуальных услуг.

### Транспорт
Железнодорожная станция Каяла на линии Батайск — Тихорецк. Село связано пригородным железнодорожным сообщением по ветке Кущёвка — Ростов.
Вдоль восточной окраины села проходит автодорога М-4 «Дон». Имеется маршрутное сообщение с Ростовом-на-Дону, Азовом, Каяльским, Новотроицком, Гусаревой Балкой, Новониколаевкой, Васильево-Петровкой, Новым Миром. Состояние дорог в селе крайне неудовлетворительное.

## Инфраструктура
Администрация расположена по ул. Карла Маркса 38. Опорный полицейский пункт ОВД Азова также расположен на центральной улице, на перекрёстке с переулком Ленина.
Четыре школы, школа искусств, дом культуры, КМЦ кинотеатр «Сокол», детская и взрослая библиотека, дом детского творчества, три детских сада, футбольный стадион, дом для молодых инвалидов на 25 мест.
Есть доступ в Интернет (провайдеры: компания «Ростелеком», цифровая телефонная станция этой же компании).
Имеется рынок. Районная поликлиника и больница. Скорая помощь. Более 15 продуктовых магазинов и 3 автомагазина. Автосервисы (на въезде в село, также напротив универмага и напротив разрушенного хлебзавода). Суд (здание отремонтировано в 2006 году).
Есть участок горгаза ОАО «Азовмежрайгаз» — Пролетарская улица, 129.
Имеется пожарная часть, расположенная на улице Ленина. В 2010 году появился пункт МЧС в Промышленном переулке, отвечающий за близлежащие населённые пункты и участок трассы М4 «Дон».

## Достопримечательности
- Памятники военных лет: на постаменте на центральной площади — САУ СУ-100 в честь Половинко Поликарпа Александровича, возле средней школы № 1, братская могила в центре села.
- За северной окраиной села — Голубое озеро с пляжем — заполненный водой карьер Азовского оптико-механического завода.
- Троицкий храм (Свято-Духовская церковь) был построен в 1853 году. Был разрушен в начале шестидесятых годов двадцатого века. В настоящее время построен новый кирпичный храм (угол Первомайского переулка и улицы Карла Маркса), внутри пока[когда?]

 не отделан.

## Спорт
В селе с 1980 года регулярно проводятся чемпионаты по мини-футболу в формате 6 на 6 человек и 2 тайма по 25 минут.
Самарская сборная команда «Легион» стала чемпионом Гребного канала г. Ростова-на-Дону по классическому мини-футболу 5 на 5[когда?]

.
Спортивный клуб «Легион» по карате Киокушнкай

## Известные уроженцы
В Великой Отечественной войне шесть уроженцев самарского сельского поселения получили звание Герой Советского Союза:
- Алешин, Семён Михеевич,
- Завгородний, Григорий Демидович,
- Половинко, Поликарп Александрович,
- Таранцев, Пётр Тимофеевич,
- Шинкаренко, Фёдор Иванович,
- Шкрылёв, Тимофей Калинович.

Другие
- Курочка, Александр Леонтьевич (1924—1991) — советский промышленный деятель и ученый в области электровозостроения.
- Никита Ливада — двукратный чемпион мира по «свободной пирамиде»[12].
- Владислав Осьминин — мастера спорта международного класса по бильярдному спорту: абсолютный чемпион России, чемпион Европы, чемпион мира среди взрослых по «свободной пирамиде»[13][14][15].